# Beyond Enemy Lines
Beyond Enemy Lines ist ein Ausbildungsfilm der Schweizer Armee über die Funktion des Fallschirmaufklärers. Die DVD enthält einen Dokumentarteil, der potentielle Anwärter mit Doku-Filmclips über den Ausbildungsgang zum Fallschirmaufklärer informieren soll. Ein kurzer Spielfilm (28 Min.) zeigt dann eine fiktive militärische Aufklärungsmission, bei der zwei Teams ein Fabrikgelände infiltrieren. Der Spielfilm zeigt Kampfhandlungen und Verletzungen.

## Handlung
Zu Beginn findet ein Briefing statt. In diesem wird „ELIANE“ angesprochen. Dabei handelt es sich um eine Anlage jenseits der Schweizer Grenze. Es werden zwei Teams zu vier Mann zusammengestellt. „Para Uno“ und „Para Due“. Die Aufgabe von „Para Uno“ ist die Observation des Fabrikgeländes, damit „Para Due“ beim Vorrücken über die Aktivitäten auf dem Gelände Bescheid weiss. „Uno“ wird mit einem Super Puma abgesetzt, rückt zur Observationszone vor und bezieht dort Stellung. „Para Due“ erreicht das Zielgebiet mittels Fallschirmen. Diese beginnen mit dem unentdeckten Vorrücken auf das Gelände, Feindkontakt ist zu vermeiden. Die Teams entdecken schließlich „ELIANE“, dabei handelt es sich um Luftabwehrraketen. Beide Teams beginnen nun mit dem Rückzug, nach wie vor unentdeckt. Beim Übersetzen eines Flusses wird „Para Due“ allerdings unter Beschuss genommen. Ein Super Puma holt das Team dann im Rückzugsgebiet „Zulu“ ab. „Para Uno“ wird ohne weitere Probleme abgeholt.

## Hintergrund
Die DVD mit Dokumentar- und Spielfilmteil wurde vom Eidgenössischen Departement für Verteidigung, Bevölkerungsschutz und Sport (VBS) produziert; die Produktionskosten betrugen sFr. 120 000.-. Die DVD soll gemäss einer Sprecherin des VBS „bei potenziellen Anwärtern das Interesse an der Fallschirmaufklärung wecken und zu einer Bewerbung motivieren“.

## Kritik
Die DVD wurde vom Medienreport-Verlag mit einem „Master of Excellence“-Award in der Kategorie Programme ausgezeichnet. Der Spielfilm erhielt zudem die „Auszeichnung für Bestleistung“ in der Kategorie Regie. Kritiker monieren nicht die handwerkliche Qualität des Filmes, sondern den Umstand, dass er actionlastig ist und mit Steuergeldern finanziert wurde. So werden in der Gratiszeitung 20 Minuten die Nationalräte Boris Banga (SP) und Ulrich Schlüer (SVP) mit den folgenden Aussagen zitiert: „Das ist eine blöde Kinderei des VBS“ und „Dies ist inakzeptabel“. Der Nationalrat Josef Lang (Alternative) sagt: „Es ist unhaltbar, so viel Geld auszugeben, um militärische Gewalt zu verherrlichen“.